# 꾹TV
꾹TV(본명: 김종국, 1990년 3월 23일~)는 장난감 리뷰와 상황극을 주요 콘텐츠로 활동하는 트레저 헌터 소속의 대한민국 유튜버이다. 현재 유튜브에서 꾹TV와, 꾹TV 일상 이 2개의 채널을 운영하고 있다.

## 메인과 다른 캐릭터

### 메인
- 꾹TV

본명은 김종국이며 메인 캐릭터이다. 꾹오리를 못되게 굴어서 신에게 손이 바뀐적도 있고, 故 찰스와 꾹냥, 꾹순, 먼지, 딱지, 나나와 뚜뚜를 데려온 장본인이다.
- 꾹오리

메인 인형 캐릭터이다. 꾹TV가 못되게 굴어서 신에게 꾹TV의 손을 바꿔 달라고 한적도 있다. 친구가 없어서 꾹TV가 故 찰스를 사귀게 해 주었지만 故 찰스가 죽고 나서 친구가 사라졌다.
- MC날드

### 서브
- 브라운걸

여자 서브이며,여러 편에 등장한다. 달고나를 만들다 실패한 똥손 사람이다(꾹도 자신있게 하지만 실패).
- 겜돌(보겸)

남자 서브이며,브라운걸 보다는 아니지만 여러 편에 등장한다. 꾹과 만든 종이컵 성을 쓰러트렸다(꾹도 전에 몇번 했음).

### 다른 캐릭터
- 故 찰스(공룡)

꾹오리가 꾹TV에게 친구를 만들어 달라해서 나타났지만 영상에서 고양이에게 살해당했다. 그래서 고양이 주인 꾹TV는 자기 고양이로 의심(하지만 모른다고 함.)하고 있다.
- 꾹 엘리자베스 켄터키 하우스

브라운걸이 분장을 한 것이다.빙수,호떡 등 여러 요리를 한다.

### 고양이
- 꾹냥(수컷)

제일 빨리 나온 고양이다. 머리와 꼬리에 검은 털이 특징이다.
- 꾹순(암컷)

꾹냥이 다음으로 들어왔다. 속눈썹이 긴것이 특징이고, 간식을 먹을 때 빨아먹는걸 씹어서 먹는다.
- 먼지, 딱지[2]

세번째로 들어왔다. 먼지는 하얀 털이 많이 나있고, 딱지는 꾹냥이를 따라하는게 특징이다.
- 나나,뚜뚜

먼지, 딱지가 가버리고 4마리의 고양이가 들어왔는데, 그중 둘이 들어왔다. 둘의 특징은 치즈색이고 처음봤을 때 눈병이 있었다는 것이다.
꾹TV가 기르는 고양이들의 특징은 모두 유기묘였다는 것이다.

## 콘텐츠
유튜브 채널 개설 초기에는 주로 레고, 프라모델 등 장난감 리뷰 콘텐츠의 비중이 압도적으로 높았으나, 채널 성장과 함께 먹방이나 여행기, '특이한' 시리즈 또한, 키우기 컨텐츠, 먹방 등 여러가지를 찍는다. 현재는 다른 콘텐츠들도 추가하며 다양한 장르의 영상을 업로드하고 있다.

## 사라진 콘텐츠
- 매직스쿨
- 간단간단 실험스쿨

## 구독자
2015년 8월 메인 채널인 꾹TV 활동을 시작하여 2년 뒤인 2017년에 구독자 100만 명을 달성하였고, 2020년 11월 기준 178만 명의 구독자를 보유하고 있다. 이는 구독자 수 기준으로 113위에 해당한다.

## TV방영
현재는 니켈로디언 코리아에서 TV 방영을 하고 있다. 여러 컨셉트의 동영상을 제작하여 다양한 관심이 쏟아지고 있다. 연령은 12세 이상 시청가이다.(7세라고 써있지만 보다보면 12라고 써있음)

## 논란
이슈 유튜버 정배우의 거짓보도의 논란에 휩싸였던 꾹TV는 약 한 달 간의 휴식을 취했고 논란이 점점 약화되자, 꾹TV는 2020년 2월 6일 복귀를 하였으며, 이제 회복을 하고 계속 활동하고 있다.